# Елово
 Тази статия е за селото в Северна Македония.  За бившето село със старо име Елхово или Елово в Гърция, вижте Елово (Нередска планина).  
Елово (на македонска литературна норма: Елово; на албански: Ellova) е село в община Студеничани на Северна Македония.

## География
Селото се намира в областта Торбешия, високо в западните склонове на Караджица.

## История
На етническата си карта от 1927 година Леонард Шулце Йена показва Елова (Elova) като албанско мохамеданско село.
На етническата си карта на Северозападна Македония в 1929 година Афанасий Селишчев отбелязва Елова като албанско село.
Според преброяването от 2002 година селото има 265 жители.
| Националност     | Всичко |
| северномакедонци | 1      |
| албанци          | 13     |
| турци            | 247    |
| роми             | 0      |
| власи            | 0      |
| сърби            | 0      |
| бошняци          | 0      |
| други            | 4      |